# Wilmington/Newark Line
Die Wilmington/Newark Line ist eine von SEPTA betriebene Nahverkehrslinie der Stadt Pennsylvania in den USA. Die Linie verläuft ungefähr parallel zum Ufer des Delaware River in südwestliche Richtung bis in den gleichnamigen Bundesstaat Delaware. Sie bindet damit die Orte Newark, Wilmington, Marcus Hook und Chester an das Stadtzentrum an.

## Verlauf
Die Wilmington/Newark Line führt über den Northeast Corridor von Amtrak. In Philadelphia verlässt die Linie bei der 30th Street Station die Fernverkehrsstrecke und wird über den Commuter Tunnel zur Temple University Station an der alten Reading Railroad Strecke geführt.

## Geschichte
Bereits im Juli 1837 erreichte die Wilmington and Susquehanna Railroad Company von Baltimore her kommend über Newark den Endbahnhof Wilmington. Die Philadelphia, Wilmington and Baltimore Railroad (PW&B) eröffnete am 17. Januar 1838 den restlichen Streckenabschnitt bis Philadelphia.

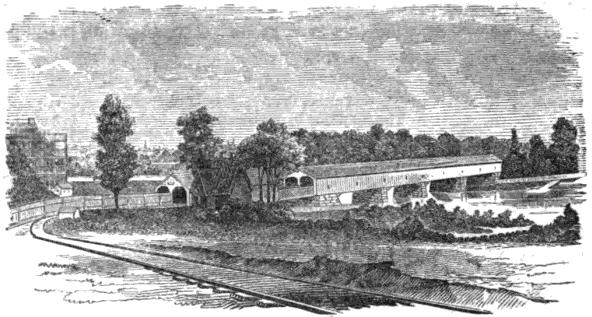
Zeitgenössische Darstellung der Eisenbahnbrücke über den Schuylkill River. Hinter den Bäumen ist das als Schubbrücke ausgebildete Feld zu sehen.

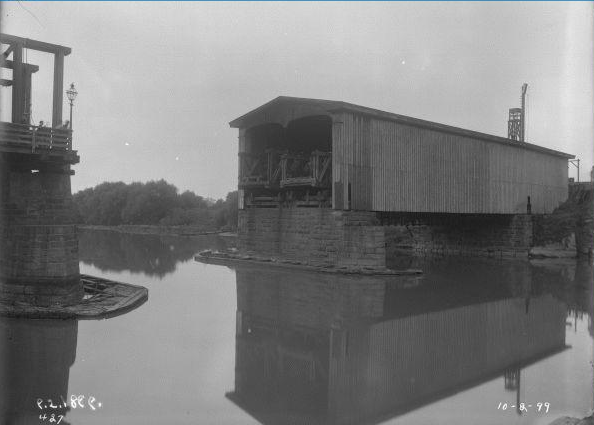
Die geöffnete Grays Ferry Bridge im Jahr 1899. Die linken Felder sind nicht mehr verkleidet.

Eine aufwändige Kunstbaute war die Gray’s Ferry Bridge – auch Newkirk Viadukt genannt, welche Bahn und Straße über den Schuylkill River führte. Die Brücke war als Stahl-Fachwerkbrücke mit einer Holzverkleidung erstellt worden, wobei eines der sechs Felder als Schubbrücke ausgeführt war. Um die Durchfahrt für die Schiffe freizugeben konnte das ungedeckte fünfte Feld in das sechste eingeschoben werden.

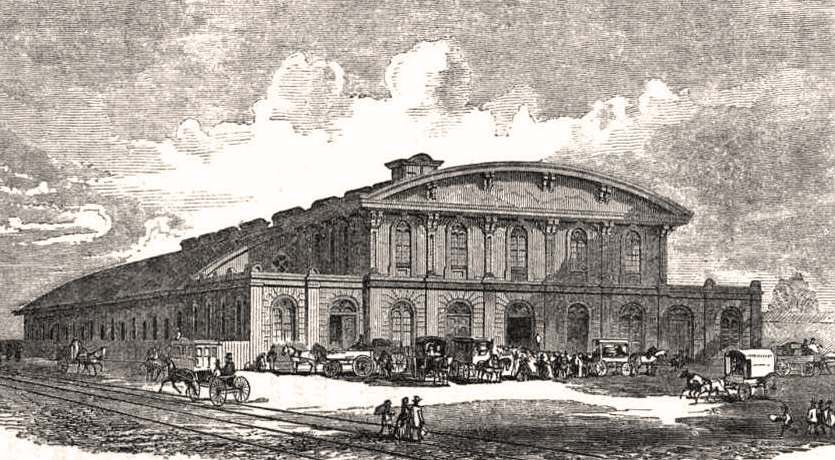
Broad and Prime Street Station, der erste Bahnhof in Philadelphia für die Züge in Richtung Wilmington/Newark.

Am Anfang war die Tragfähigkeit der Brücke nicht ausreichend für einen Lokomotivbetrieb, so dass die Wagen mit Pferden über die Brücke und weiter bis zum Bahnhof an der Ecke Broad Street & Washington Avenue gezogen wurden. An diesem Endpunkt wurde erst 1840 ein sechs-gleisigen Kopfbahnhof errichtet, der Broad and Prime Street Station genannt wurde, weil die Washington Street damals noch Prime Street hieß. Bereits im ersten Betriebsjahr wurde die Brücke über den Schuylkill River vom Hochwasser der Schneeschmelze beschädigt, wurde aber umgehend wieder repariert. Ab 1846 benutzte auch die erste Telegrafenlinie zwischen New York und Washington die Brücke zur Überquerung des Flusses, wobei die Verbindung zum Ärger der Benutzer bei geöffneter Brücke unterbrochen war. Erst 1852 wurde die Brücke so verstärkt, dass sie auch von Lokomotiven benutzt werden konnte.
Während des Sezessionskrieges kam der Bahnstrecke eine große Bedeutung zu, denn sie brachte sowohl Nachschub und Truppen zur Front, aber auch die Verwundeten zurück zur ärztlichen Versorgung in dem dafür errichteten Militärspital gegenüber der Broad and Prime Street Station. Mit der 1860 eröffneten Junction Railroad konnten Reisezüge von Wilmington und Washington erstmals am Stadtzentrum vorbei direkt nach Norden geleitet werden, so dass umsteigefreie Verbindungen zwischen Washington und New York angeboten werden konnten, die allerdings die Broad and Prime Street Station nicht mehr bedienten.
1873 wurde die Strecke nach Wilmington südlich von Grays Ferry weiter landeinwärts verlegt um das sumpfige Ufer des Delaware Rivers zu vermeiden. Die neue Strecke wurde als Darby Improvement bezeichnet, die alte Strecke wurde erst im Zusammenhang mit der Flughafenanbindung wieder genutzt.
In den 1880er Jahren kam die Philadelphia, Wilmington and Baltimore Railroad in den Einflussbereich der Pennsylvania Railroad (PRR), welche verhindern musste, dass die Gesellschaft nicht von der konkurrierenden Baltimore & Ohio Railroad (B&O) übernommen wurde. Die Reisezüge verkehrten fortan zur Broad Street Station, welche 1881 eröffnet wurde, die alte Strecke wurde nur noch von Güterzügen für den Zugang zu den Hafenanlagen benutzt. 1902 fusionierte die PRR ihre beiden Tochtergesellschaften Philadelphia, Wilmington and Baltimore Railroad und Baltimore and Potomac Railroad (B&P) zur Philadelphia, Baltimore and Washington Railroad (PB&W).
Die PRR führte 1928 den elektrischen Betrieb auf dem Abschnitt Philadelphia–Wilmington ein, der 1935 bis nach Washington verlängert wurde. Für die Elektrifizierung wurde 12,5 kV 25 Hz Wechselstrom verwendet. In den 30er Jahren entstanden die neuen Bahnhöfe Suburban Station für den Vorortsverkehr und 30th Street Station für den Fernverkehr, welche die Broad Street Station ablösten. Wegen der Great Depression und dem Zweiten Weltkrieg kam es zu Verzögerungen beim Bau der 30th Street Station, so dass die Broad Street Station erst 1952 geschlossen werden konnte weil sie bis dahin der Fernverkehr von der 30th Street Station nicht vollständig übernommen werden konnte.
Ab 1960 wurden die Regionalzüge auf der Wilmington/Newark Line bezuschusst über die von der Stadt Philadelphia finanzierte Passenger Service Improvement Corporation (PSIC), ein Vorgänger der SEPTA, welche 1963 die Funktion dieser Gesellschaft übernahm.
1968 fusionierte die Muttergesellschaft der Philadelphia, Baltimore and Washington Railroad, die Pennsylvania Railroad, mit der New York Central Railroad (NYC) zur Penn Central (PC), womit die PB&W an die neue Gesellschaft überging, aber immer noch selbständig blieb. Nachdem die Muttergesellschaft 1970 zahlungsunfähig wurde, gelangte die Gleise der Wilmington/Newark Line als Teil des Northeast Corridors zu Amtrak, welche auch 2015 noch in dessen Besitz ist. Der Betrieb der von SEPTA finanzierten Regionalzüge ging nach dem Bankrott der Penn Central an Conrail über, bis 1983 SEPTA den Betrieb selbst übernahm.

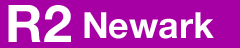
Linienbezeichnung bis 2010

1984 wurde der Commuter Tunnel eröffnet, welcher die in der Suburban Station endenden Linien der Pennsylvania Railroad mit der zuvor im Reading Terminal endenden Linie der ehemaligen Reading Railroad verbindet. Dazu werden die zuvor in der Reading Station endenden Gleise südlich der Brown Street weiter parallel entlang der 8th Street nach Süden geführt. Auf der Höhe der Spring Street beginnt der Tunnel, der auf der Höhe der Filbert Street in Richtung Westen abbiegt und geradlinig zur Suburban Station führt. An Stelle des Reading Terminal wurde die unterirdische Station Market East eingerichtet. Fortan endeten die Nahverkehrszüge aus Newark nicht mehr in der Suburban Station, sondern verkehren weiter zur Temple University Station und weiter nach Warminster. Die Linienbezeichnung war R2 mit der entsprechenden Endziel, die Farbkennung der Linie war Pink.
Im Sommer 2010 führte SEPTA eine neue Linien-Nummerierung ein, so dass die Verbindung fortan Wilmington/Newark Line genannt wurde und eine grüne Farbkennung erhielt. Die durchverbundenen Züge verkehren nicht mehr nach Warminster, sondern meistens nach Norristown.
Im September 2014 wurde die Market East Station nach dem daneben gelegenen Thomas Jefferson University Hospital, welcher die Namensrechte der Station gekauft hatte, in Jefferson Station umbenannt. Der Vertrag ist vorerst bis 2019 gültig, kann aber verlängert werden.

## Betrieb
2015 verkehrten auf der Wilmington/Newark Line 29 Zugpaare, wobei nur 10 Züge in Newark beginnen, die übrigen Züge beginnen entweder erst in Wilmington oder Marcus Hook. Neben den auf der Manayunk/Norristown Line weiter verkehrenden Zügen gibt es zwei Zugspaare, die auf der Chestnut Hill East Line weiter fahren und eines, das nach West Trenton weiter geführt wird. Einige Züge verkehren stadtauswärts ohne Halt zwischen University Street und Chester. Am Samstag verkehren nur 17 Zugpaare, am Sonntag, 14. An den Werktagen ab 19:00, sowie an Wochenenden und Feiertagen gilt ein vergünstigter Fahrpreis. Der Betrieb auf dem Abschnitt in Delaware ist von Delaware Department of Transportation bezuschusst. Im Jahr 2013 benutzten an einem durchschnittlichen Werktag 9700 Fahrgäste die Wilmington/Newark Line, über das ganze Jahr wurden 2,7 Mio. Reisende gezählt.

## Fahrzeuge

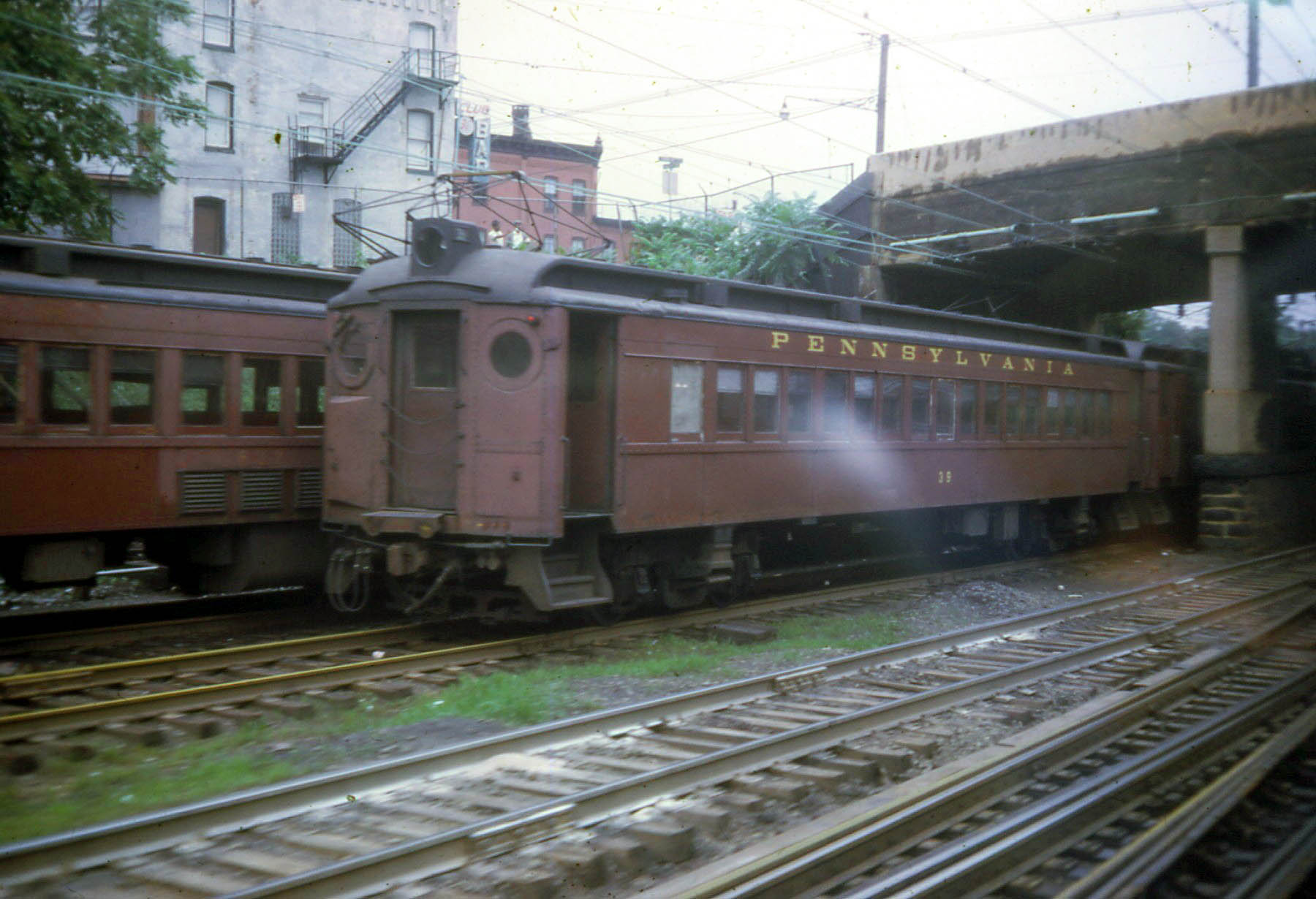
MP54 der Pennsylvania Railroad

Auf der Wilmington/Newark Line kommen die in den 1970er Jahren von SEPTA beschafften Silverliner IV Triebwagen zum Einsatz. Diese als Einzel- und Doppeltriebwagen abgelieferten Einheiten können zu Zügen mit mehreren Wagen zusammengestellt werden. Vorgänger der Silverliner waren die aus den 1930er stammenden noch von der Pennsylvania Railroad beschafften MP54 Wagen aus dem Anfang der Elektrifizierung.